# Vodafone Ukrajina
Vodafone Ukrajina (dawniej MTS Ukrajina) – ukraiński operator telefonii komórkowej z siedzibą w Kijowie.
Przedsiębiorstwo zostało założone w 1992 roku. W 2015 roku zaczęło funkcjonować jako Vodafone Ukrajina.